# جزیره آند
جزیره آند (به انگلیسی: Andøya) با مساحت ۴۸۹ کیلومتر مربع، دهمین جزیره بزرگ نروژ است. این جزیره بخشی از مجمع الجزایر تِروُل غربی است و از نظر اداری، تحت مدیریت شهرداری جزیره آند، قرار دارد. مساحت این جزیره، در سال ۲۰۲۰ میلادی، ۴۴۴۵ نفر بود که ۹۵ درصد کل جمعیت شهرداری جزیره آند را در آن سال تشکیل می‌داد. بلندترین نقطه در این جزیره، ۷۰۵ متر از سطح دریا ارتفاع دارد. مرکز فضایی جزیره آند، در این جزیره قرار دارد. جزیره آند از جمله نواحی مهم پرنده‌خیز نروژ است.